# Ліцей Кондорсе (Сідней)
Ліцей Кондорсе Сідней (фр. Lycée Condorcet Sydney (LCE)) — одна із 566 французьких міжнародних шкіл, мережа яких охоплює 138 держав світу, і якою опікується Міністерство закордонних справ Франції. Ліцей розташовується у Марубра — східному районі Сіднея, поблизу його ділового центру, що за 10 км на північний схід, та поруч із відомим пляжем Марубра, що на схід. У ліцеї навчаються, в основному, діти франкомовних емігрантів чи працівників французьких представництв.
Ліцей та його освітні програми пройшли процедуру акредитації (фр. Accréditation) та отримали схвалення Міністерством національної освіти, вищої освіти та досліджень Франції (фр. Ministère de l’Éducation nationale, de l'Enseignement supérieur et de la Recherche). Окрім цього, і ліцей і його освітні програми міжнародного бакалаврату, акредитовані некомерційним освітнім фондом «International Baccalaureate®».

## Коротка історія
Школу було засновано у кінці 60-их, коли у районі Бонді Сіднея було збудовано школу для дітей французьких емігрантів, що проживали у Сіднеї. До 1989 у школі, через недостатню укомплектованість французькими вчителями, викладання проводилося за допомоги французького Національного центру дистанційної освіти.
Згодом, коли кількість учнів почала значно збільшуватися, школа у 1989 переїхала до більш просторих приміщень колишньої австралійської державної школи по вул. Купер-Стріт 88, і отримала назву на честь Марі Жан Антуана Ніколя Кондорсе: «Ліцей Кондорсе, міжнародна французька школа Сіднея» (фр. Lycée Condorcet, the International French School of Sydney). Цього ж року ліцей зміг відмовитися від послуг Національного центру дистанційної освіти і повністю перейти на систему навчання «обличчям до обличчя», та був акредитований Міністерством національної освіти, вищої освіти та досліджень Франції.
У 2003 ліцей переїхав до приміщень середньої школи Марубри по вул. Анзак-Парад, 758, де розташовується і на сьогодні. Назву ліцею було змінено на «Ліцей Кондорсе Сідней, міжнародна французька школа» (англ. Lycee Concordet Sydney, International French School (LCE)).
Із 2005-го школа стає двомовною — викладання проводиться французькою та англійською.
У 2015 була прийнята програма розвитку ліцею і перебудови його кампусу «Condorcet-CAMPUS 2020», перша стадія якого розпочала реалізовуватися у червні 2016.

## Опис

### Структура навчального закладу
Навчальний заклад забезпечує навчання і виховання школярів у віці від 3 до 17 років, починаючи від дитячого садочка, і закінчуючи випускними середньої школи:
| Вид школи | Niveau de l'école            | Дитячий садочок | Дитячий садочок | Дитячий садочок | Початкова школа | Початкова школа | Початкова школа | Початкова школа | Початкова школа | Середня школа | Середня школа | Середня школа | Середня школа | Середня школа | Середня школа | Середня школа |
| Вид школи | Niveau de l'école            | Дитячий садочок | Дитячий садочок | Дитячий садочок | Початкова школа | Початкова школа | Початкова школа | Початкова школа | Початкова школа | Коледж        | Коледж        | Коледж        | Коледж        | Ліцей         | Ліцей         | Ліцей         |
| --- | ---------------------------- | --------------- | --------------- | --------------- | --------------- | --------------- | --------------- | --------------- | --------------- | ------------- | ------------- | ------------- | ------------- | ------------- | ------------- | ------------- |
| Вік школярів | Âge des écoliers             | 3               | 4               | 5               | 6               | 7               | 8               | 9               | 10              | 11            | 12            | 13            | 14            | 15            | 16            | 17            |
| Рік навчання в школі | NSW                          | K minus 2       | K minus 1       | K               | 1               | 2               | 3               | 4               | 5               | 6             | 7             | 8             | 9             | 10            | 11            | 12            |
| Освітній рівень (класи) | Niveau d'éducation (niveaux) | Petite section  | Moyenne section | Grande section  | CP              | CE1             | CE2             | CM1             | CM2             | 6ème          | 5ème          | 4ème          | 3ème          | 2ème          | 1ème          | Terminale     |
| Освітній рівень (класи) | Niveau d'éducation (niveaux) | Petite section  | Moyenne section | Grande section  | CP              | CE1             | CE2             | CM1             | CM2             | 6ème          | 5ème          | 4ème          | 3ème          | 2ème          | ib-1          | ib-2          |
| Примітки: CP — cours préparatoire (укр. підготовчий курс) CE1 — cours élémentaire niveau 1 (укр. початковий курс рівень 1) CE2 — cours élémentaire niveau 2 (укр. початковий курс рівень 2) CM1 — cours moyen 1 (укр. середній курс 1) CM2 — cours moyen 2 (укр. середній курс 2) 6ème — sixième (укр. шостий (клас) і т. д. — 5-ий, … і до 1-го) Terminale — випускний (клас) ib-1, ib-2 — 1-ий та 2-ий роки навчання за програмою міжнародного бакалаврату із англійською мовою викладання |                              |                 |                 |                 |                 |                 |                 |                 |                 |               |               |               |               |               |               |               |

### Дитячий садочок
У садочку діти розбиті на три вікових секції. Навчання і виховання дитини забезпечується на двох етапах:
- активний і креативний розвиток дитини із знайомством та вивченням французької і англійської або інших мов:
  - секція малюків (фр. La Petite Section (3 роки);
  - середня група фр. La Moyenne Section (4 роки);
- підготовка до процесу систематичного навчання в школі:
  - старша група фр. La Grande Section (5 років).

Відповідно до статуту французької школи, навчання у дитячому садочку не є обов'язковим, однак, згідно із традиціями французької школи, у дитячих садочках навчаються дев'ять з десяти французьких діток. Дитячий садочок не є дошкільним закладом чи центром догляду за дітьми або місцем їх перебування, а справжньою школою, де процес виховання і навчання ґрунтується на французьких освітніх програмах. Діти навчаються пізнавати світ і спілкуватися, розвивати незалежність та опановувати знання і навички, а також вивчають усно французьку, англійську або інші мови. До садочка приймають дітей віком від 2,5 років за умови, що їм до 31 грудня виповниться 3 роки. Особливою умовою прийому є здатність дитини довготривалого перебування поза сімейним колом та дисципліна і вміння користування туалетом.
Якщо у австралійських школах наявність дитячого садочка для школи не є обов'язковою умовою, то у французьких школах і, зокрема, у школах, що підпорядковані AEFE, у тому числі, і Кондорсе, ця умова є обов'язковою. Дитячий садочок працює 5 днів на тиждень.

### Початкова школа
Початкова школа навчає дітей у віці від 6 до 10 років і зосереджується на двох основних напрямках:
- опанування письма і читання, поглиблення уміння спілкуватися англійською і французькою, роблячи акцент на французькій (роки навчання 1-3);
- опанування початкової освіти, яка базується на основах математичних знань, на знайомстві із світом та на консолідації знань (роки навчання 4 та 5).

### Середня школа
Ліцей Кондорсе, як і більшість французьких шкіл, поділяється на молодші та старші класи :
- коледж (фр. Le collège, англ. Junior secondary school);
- ліцей (фр. Le lycée, англ. Senior secondary school).

У коледжі навчаються діти у віці від 11 до 14 років, причому, за статутом французької школи класи мають позначення від 6-го по 3-ій включно.
У ліцеї навчаються діти у віці від 15 до 17 років, причому, за статутом французької школи класи мають позначення від 2-го по 1-ий включно, та випускний клас (фр. terminale).

## Освітні програми
Ліцей пропонує своїм учням дві освітні програми:
- французького бакалаврату[fr] (мова викладання французька);[10]
- міжнародного бакалаврату (мова викладання англійська).[4]

Окрім цього, згідно вимог до освітніх програм австралійської школи, учні вивчають і такі предмети, як австралійська мова, культура, та історія.
Для здобуття диплому французького бакалаврату учні ліцею повинні опанувати французьку програму протягом трьох років, починаючи з 10-го року навчання.
Для здобуття диплому міжнародного бакалаврату учні, які навчалися у ліцеї, після 10-го року навчання можуть перейти на вивчення цієї програми на 11-му та 12-му роках навчання (див. розділ «Структура навчального закладу»). Учні інших навчальних закладів, які не навчалися у ліцеї Кондорсе, повинні на 10-му році навчання пройти підготовчу програму міжнародного бакалаврату і по успішному її завершенні можуть бути зараховані до ліцею на 11 та 12 роки навчання за програмою міжнародного бакалаврату.